# スコット・グライムス
スコット・グライムス（Scott Grimes, 1971年7月9日 - ）は、アメリカの俳優、歌手。

## 略歴
マサチューセッツ州ローウェル出身。
アメリカの医療ドラマ『ER緊急救命室』のアーチー・モリス医師として第10シーズンから登場している（レギュラー昇格は第12シーズンから）。モリスは初登場時、「ERきっての無能な人物」として描かれていたが、不断の努力を続けたことにより、レギュラーに昇格した第12シーズンでは、先輩医師から賞賛を受けるまでに大きく成長した人物として描かれている。最後の出演はファイナルシーズンとなった第15シーズン。最終話「そして最後に」のラストシーンでは、多数搬送されてきた救急患者を相手に、モリスが中心となって他のドクターに次々と指示を出す場面で幕を閉じている。
歌手としては、リチャード・カーペンターのプロデュースにより1989年にアルバム「Scott Grimes」を発売。このアルバムにはCHAGE&ASKAの飛鳥涼（当時）作曲の「ふたり」を英語カバーした楽曲も収録されている。2005年には「Livin' on the Run」、2010年に「Drive」をリリースしている。ER緊急救命室においても、何度か歌声を披露している。
また、映画『What Love is』に同名の楽曲を提供している。

## 出演作品

### 映画
| 公開年 | 邦題 原題                                                  | 役名                 | 備考       |
| ------ | ---------------------------------------------------------- | -------------------- | ---------- |
| 1986   | クリッター Critters                                        | ブラッド・ブラウン   |            |
| 1987   | ピノキオ 新しい冒険 Pinocchio and the Emperor of the Night | ピノキオ             | アニメ映画 |
| 1988   | クリッター2 Critters 2: The Main Course                    | ブラッド・ブラウン   |            |
| 1989   | ナイトライフ Night Life                                    | アーチー             |            |
| 1995   | クリムゾン・タイド Crimson Tide                            |                      |            |
| 1999   | ミステリー、アラスカ Mystery, Alaska                       | バーディ             |            |
| 2002   | Couples                                                    | オーエン             |            |
| 2003   | Dreamkeeper                                                | テハン／赤毛の男     |            |
| 2004   | To Kill a Mockumentary                                     | ジェリー             |            |
| 2007   | Throwing Stars                                             | マーク               |            |
| 2010   | ロビン・フッド Robin Hood                                  | ウィル・スカーレット |            |
| 2014   | ニューヨーク 冬物語 Winter's Tale                          | 運転手               |            |
| 2023   | オッペンハイマー Oppenheimer                               | 弁護士               |            |

### テレビシリーズ
| 放映年    | 邦題 原題                                                  | 役名                     | 備考                             |
| --------- | ---------------------------------------------------------- | ------------------------ | -------------------------------- |
| 1994-2000 | サンフランシスコの空の下 Party of Five                     | ウィル                   | 計70話                           |
| 2001      | バンド・オブ・ブラザーズ Band of Brothers                  | ドナルド・マラーキー軍曹 | 計10話                           |
| 2003-2009 | ER緊急救命室 ER                                            | アーチー・モリス医師     | 計112話                          |
| 2005-2012 | アメリカン・ダッド American Dad!                           |                          | 声の出演                         |
| 2010      | デクスター 警察官は殺人鬼 Dexter                           | アレックス・ティルデン   | エピソード: "In the Beginning"   |
| 2011      | ハリーズ・ロー 裏通り法律事務所 Harry's Law                | ベン検事補               | エピソード: "Purple Hearts"      |
| 2011      | NCIS 〜ネイビー犯罪捜査班 NCIS                             | ダニー・プライス捜査官   | エピソード: "Baltimore"          |
| 2012      | SUITS/スーツ Suits                                         | トーマス・ウォルシュ     | エピソード: "All In"             |
| 2014      | シェイムレス 俺たちに恥はない Shameless                    | ドクター・ザベル         | エピソード: "Iron City"          |
| 2015      | JUSTFIED 俺の正義 Justified                                | シーバス                 | 計6話                            |
| 2016      | LAW & ORDER:性犯罪特捜班 Law & Order: Special Victims Unit | トム・ジマーマン         | エピソード: "Sheltered Outcasts" |
| 2017      | 宇宙探査艦オーヴィル The Orville                           | ゴードン・マロイ         | メイン・キャスト                 |
| 2024      | テッド ザ・シリーズ Ted                                    | マティ・ベネット         | メイン・キャスト                 |

## ディスコグラフィ

### アルバム
- 1989年 Scott Grimes
- 2005年 Livin' on the Run
- 2010年 Drive